# Ceratinella hemetha
Ceratinella hemetha är en spindelart som beskrevs av Chamberlin 1948. Ceratinella hemetha ingår i släktet Ceratinella och familjen täckvävarspindlar. Inga underarter finns listade i Catalogue of Life.